# Mặt phẳng bất biến
| Năm    | Mộc Tinh | Thổ Tinh | Thiên Vương Tinh | Hải Vương Tinh |
| ------ | -------- | -------- | ---------------- | -------------- |
| 2009   | 0,32°    | 0,93°    | 1,02°            | 0,72°          |
| 142400 | 0,48°    | 0,79°    | 1,04°            | 0,55°          |
| 168000 | 0,23°    | 1,01°    | 1,12°            | 0,55°          |

Mặt phẳng bất biến của một hệ hành tinh, còn gọi là mặt phẳng bất biến Laplace, là mặt phẳng đi qua khối tâm của hệ và vuông góc với vectơ tổng mô men động lượng. Trong hệ Mặt Trời, khoảng 98% hiệu ứng này được đóng góp bởi các mô men động lượng quỹ đạo của bốn hành tinh lớn (Mộc Tinh, Thổ Tinh, Thiên Vương Tinh, và Hải Vương Tinh). Mặt phẳng bất biến nghiêng không hơn 0,5° so với mặt phẳng quỹ đạo của Mộc Tinh, và có thể được coi là trung bình trọng số của tất cả các mặt phẳng quỹ đạo và tự quay của các hành tinh.
Mặt phẳng này đôi khi được gọi là "mặt phẳng Laplace/Laplacian" hay "mặt phẳng bất biến Laplace", mặc dù không nên nhầm lẫn với mặt phẳng Laplace của vệ tinh hành tinh, tức là mặt phẳng mà các mặt phẳng quỹ đạo của các vệ tinh tiến động quanh. Cả hai khái niệm này đều xuất phát từ các công trình của (hay được đặt tên theo) nhà thiên văn người Pháp, Pierre Simon Laplace.

## Độ nghiêng của quỹ đạo so với mặt phẳng bất biến
| Hành tinh đất đá   | Thủy Tinh        | 7,01°  | 3,38°  | 6,34°  |
| Hành tinh đất đá   | Kim Tinh         | 3,39°  | 3,86°  | 2,19°  |
| Hành tinh đất đá   | Trái Đất         | 0      | 7,155° | 1,57°  |
| Hành tinh đất đá   | Hỏa Tinh         | 1,85°  | 5,65°  | 1,67°  |
| Hành tinh khổng lồ | Mộc Tinh         | 1,31°  | 6,09°  | 0,32°  |
| Hành tinh khổng lồ | Thổ Tinh         | 2,49°  | 5,51°  | 0,93°  |
| Hành tinh khổng lồ | Thiên Vương Tinh | 0,77°  | 6,48°  | 1,02°  |
| Hành tinh khổng lồ | Hải Vương Tinh   | 1,77°  | 6,43°  | 0,72°  |
| Hành tinh vi hình  | Pluto            | 17,14° | 11,88° | 15,55° |
| Hành tinh vi hình  | Ceres            | 10,59° | —      | 9,20°  |
| Hành tinh vi hình  | Pallas           | 34,83° | —      | 34,21° |
| Hành tinh vi hình  | Vesta            | 5,58°  | —      | 7,13°  |

## Mô tả
Nếu coi tất cả các thiên thể trong hệ Mặt Trời là các chất điểm hoặc các vật rắn có phân bố khối lượng đối xứng cầu thì "mặt phẳng bất biến" trong hệ quy chiếu quán tính mới hoàn toàn là bất biến do nó được xác định chỉ bởi các quỹ đạo. Tuy nhiên, các thiên thể không phải là hình cầu lý tưởng và có sự trao đổi một phần rất nhỏ mô men động lượng giữa các chuyển động tự quay và chuyển động quỹ đạo. Điều này gây ra một sự thay đổi trong độ lớn của tổng mô men động lượng quỹ đạo và cả hướng của nó (tiến động) bởi vì các trục tự quay không song song với trục của các quỹ đạo. Tuy nhiên, do hiệu ứng này là cực kỳ nhỏ, trong hầu hết mục đích, mặt phẳng được xác định chỉ dựa trên các quỹ đạo có thể được coi là bất biến trong cơ học cổ điển.

### Nghịch lý mô men động lượng
Độ lớn của vectơ mô men động lượng quỹ đạo của một hành tinh là {\displaystyle L=R^{2}M{\dot {\theta }}}, trong đó {\displaystyle R} là bán kính quỹ đạo của một hành tinh (tính từ khối tâm), {\displaystyle M} là khối lượng của hành tinh, và {\displaystyle {\dot {\theta }}} là vận tốc góc quỹ đạo. 
Mộc Tinh đóng góp vào phần lớn mô men động lượng của hệ Mặt Trời, chiếm tới 60,3%. Tiếp đến là Thổ Tinh tới 24,5%, Hải Vương Tinh tới 7,9%, và Thiên Vương Tinh tới 5,3%. Mặt Trời đóng vai trò là đối trọng, nên nó gần hơn với khối tâm khi Mộc Tinh ở một phía và ba hành tinh lớn kia ở phía trực tiếp đối diện; trong khi đó Mặt Trời sẽ di chuyển tới cách khối tâm 2,17 lần bán kính của nó khi tất cả các hành tinh lớn đều thẳng hàng về một phía.
Mô men động lượng quỹ đạo của Mặt Trời và tất cả các hành tinh đất đá, các vệ tinh, và các thiên thể nhỏ; cùng với mô men động lượng tự quay của tất cả các thiên thể trong hệ kể cả Mặt Trời, tổng cộng chỉ chiếm khoảng 2%. Mặc dù hơn 99% khối lượng của hệ tập trung tại Mặt Trời, nó chỉ đóng góp một phần rất nhỏ trong tổng mô men động lượng.
Sự tự quay của riêng Mặt Trời chỉ chiếm 0,3%. Người ta phát hiện ra rằng mô men động lượng của đĩa tiền hành tinh bị sai lệch khi so sánh với các mô hình hiện tại về quá trình hình thành sao. Mặt Trời và các sao khác được các mô hình dự đoán quay nhanh hơn đáng kể so với thực tế.